# جيمس أوبراين (عداء سريع)
جيمس أوبراين هو عداء سريع كندي، ولد في 1926 في تورونتو في كندا، وتوفي في 27 مايو 1988.

## وصلات خارجية
- جيمس أوبراين على موقع اللجنة الأولمبية الدولية (الإنجليزية)
- جيمس أوبراين على موقع أوليمبيديا (الإنجليزية)
- جيمس أوبراين على موقع اللجنة الأولمبية الكندية (الإنجليزية)